# ウィル・レビス
- ウィル・リービス

ウィリアム・ドノバン・レビス（William Donovan Levis LEV-is, 1999年6月27日 - ）は、アメリカ合衆国マサチューセッツ州ニュートン出身のプロアメリカンフットボール選手。NFLのテネシー・タイタンズに所属している。ポジションはクォーターバック。

## 経歴

### カレッジ

#### ペンステート
ペンシルベニア州立大学に進学し、1年目の2018年シーズンはNCAAのレッドシャツ制度により試合に出場しなかった。
2019年シーズンのラトガース大学戦で初先発し、81パス獲得ヤード、108ラン獲得ヤードを記録した。
2020年シーズンも1試合のみ先発出場した。
2年間で通算644パス獲得ヤード、3つのパッシングTD、2つのインターセプト、473ラン獲得ヤード、6つのラッシングTDを記録した。

#### ケンタッキー
2021年2月9日にケンタッキー大学へ転校した。また、同年5月にはペンシルベニア州立大学の学士号を取得した。
2021年シーズンは先発に定着して2,826パス獲得ヤード、24のパッシングTD、13のインターセプトを記録した。
2022年シーズンは2,406パス獲得ヤード、19のパッシングTD、10のインターセプトを記録した。

#### 個人成績
| シーズン     | 試合         | 試合         | 試合         | パス         | パス         | パス         | パス         | パス         | パス         | パス         | パス         | ラン         | ラン         | ラン         | ラン         | ラン |
| シーズン     | GP           | GS           | Record       | Cmp          | Att          | Pct          | Yds          | Avg          | TD           | Int          | Rtg          | Att          | Yds          | Avg          | TD           |      |
| ペンステート | ペンステート | ペンステート | ペンステート | ペンステート | ペンステート | ペンステート | ペンステート | ペンステート | ペンステート | ペンステート | ペンステート | ペンステート | ペンステート | ペンステート | ペンステート |      |
| ------------ | ------------ | ------------ | ------------ | ------------ | ------------ | ------------ | ------------ | ------------ | ------------ | ------------ | ------------ | ------------ | ------------ | ------------ | ------------ | ---- |
| 2018         | レッドシャツ | レッドシャツ | レッドシャツ | レッドシャツ | レッドシャツ | レッドシャツ | レッドシャツ | レッドシャツ | レッドシャツ | レッドシャツ | レッドシャツ | レッドシャツ | レッドシャツ | レッドシャツ | レッドシャツ |      |
| 2019         | 6            | 1            | 1−0          | 28           | 47           | 59.6         | 223          | 4.7          | 2            | 2            | 105.0        | 51           | 213          | 4.2          | 3            |      |
| 2020         | 8            | 1            | 0−1          | 33           | 55           | 60.0         | 421          | 7.7          | 1            | 0            | 130.3        | 82           | 260          | 3.2          | 3            |      |
| ケンタッキー |              |              |              |              |              |              |              |              |              |              |              |              |              |              |              |      |
| 2021         | 13           | 13           | 10−3         | 233          | 353          | 66.0         | 2,826        | 8.0          | 24           | 13           | 148.3        | 107          | 376          | 3.5          | 9            |      |
| 2022         | 11           | 11           | 7−4          | 185          | 283          | 65.4         | 2,406        | 8.5          | 19           | 10           | 151.9        | 72           | 107          | 1.5          | 2            |      |
| 通算         | 38           | 26           | 18−8         | 479          | 738          | 64.9         | 5,876        | 8.0          | 46           | 25           | 145.6        | 312          | 742          | 2.4          | 17           |      |

### テネシー・タイタンズ
| 6 ft 3+7⁄8 in (193 cm)          | 229 lb (104 kg) | 32 in (81 cm) | 10+5⁄8 in (27 cm) | 34.0 in (86 cm) | 10 ft 4 in (3.15 m) |
| All values from the NFL Combine |                 |               |                   |                 |                     |

2023年のNFLドラフトでは1巡目での指名が有力視されていたが、指名はなかった。結果的に2巡目の全体33位でテネシー・タイタンズから指名され、その後ルーキー契約を結んだ。
2023年シーズン開幕当初はライアン・タネヒル、マリーク・ウィリスに次ぐ3番手のQBだった。タネヒルが足首を痛めて欠場した第8週のアトランタ・ファルコンズ戦で初先発・初出場し、238パス獲得ヤード、4つのパッシングTDを記録して勝利した。翌週のピッツバーグ・スティーラーズ戦では262パス獲得ヤードを記録したが、敗れた。第10週を前に、ヘッドコーチのマイク・ブレイベルはシーズン残りの試合は全てレビスが先発することを発表した。
2025年シーズンは肩の手術により全試合欠場となった。

## 人物
「コーヒーにマヨネーズを入れて飲む」、「バナナを皮ごと食べる」などの独特な食習慣を持つ。